# لوتشینا (ناحیه فریدک-میستک)
لوتشینا (به چکی: Lučina) یک منطقهٔ مسکونی در جمهوری چک است که در ناحیه فریدک-میستک واقع شده‌است. لوتشینا ۷٫۴۴ کیلومتر مربع مساحت و ۱٬۱۸۱ نفر جمعیت دارد و ۳۱۲ متر بالاتر از سطح دریا واقع شده‌است.